# 蒙伯龙
蒙伯龙（法語：Montberon，法語發音：[mɔ̃bəʁɔ̃]）是法国上加龙省的一个市镇，属于图卢兹区。

## 地理
蒙伯龙（43°42'56"N, 1°28'49"E）面积6.35 平方千米，位于法国奧克西塔尼大區上加龙省，该省份为法国西南部内陆省份，西南端与西班牙接壤，自此顺时针与上比利牛斯省、热尔省、塔恩-加龙省、塔恩省、奥德省和阿列日省接壤。
与蒙伯龙接壤的市镇（或旧市镇、城区）包括：维拉列斯、巴聚斯、圣塞尔南堡、拉佩鲁斯-福萨、佩什博尼约、圣卢卡马斯。

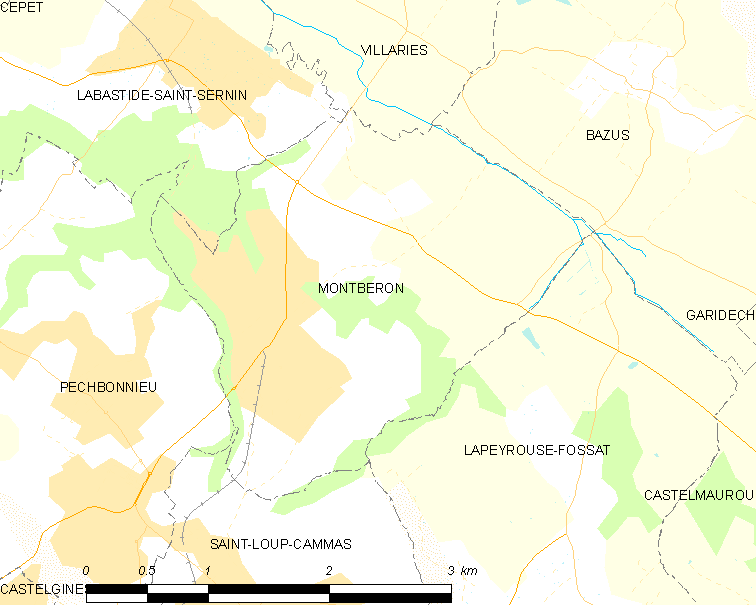
蒙伯龙的OSM定位图

蒙伯龙的时区为UTC+01:00、UTC+02:00（夏令时）。

## 行政
蒙伯龙的邮政编码为31140，INSEE市镇编码为31364。

## 政治
蒙伯龙所属的省级选区为佩什博尼约县。

## 人口

1962-2008年间蒙伯龙人口变化图示

蒙伯龙于2022年1月1日时的人口数量为3121人。